# Schefflera seemanniana
Schefflera seemanniana är en araliaväxtart som beskrevs av Albert Charles Smith. Schefflera seemanniana ingår i släktet Schefflera och familjen araliaväxter. IUCN kategoriserar arten globalt som livskraftig. Inga underarter finns listade.